# Берг (Гермерсгайм)
Берг (нім. Berg) — громада в Німеччині, розташована в землі Рейнланд-Пфальц на кордоні з Францією. Входить до складу району Гермерсгайм. Складова частина об'єднання громад Гагенбах.
Площа — 6,76 км2. Населення становить 2029 ос. (станом на 31 грудня 2020).